# Now & Then
Now & Then — пятый студийный альбом американского дуэта The Carpenters, выпущенный в 1973 году на лейбле A&M Records. 21 июля 1973 года он достиг второе место в хит-параде Billboard Top LPs & Tape и занял 20-е место в чарте поп-альбомов Cash Box по итогам года. В альбоме была записана одна из наиболее известных песен дуэта — «Yesterday Once More». Название диска, предложенное матерью Карен и Ричарда, Агнес, было взято из песни, которая не вошла в него.

## Синглы
Ведущая песня альбома «Sing» была написана композитором Джо Рапосо для детского телешоу «Улица Сезам» в качестве фирменной песни. Карен и Ричарда впервые услышали песню во время съёмок телевизионного спецвыпуска с актёром Робертом Янгом. Компания A&M Records не хотела выпускать песню в качестве сингла, но Ричард настоял на своём, будучи уверенным, что она станет хитом. В итоге песня «Sing» достигла третьего места в американском хит-параде Billboard Hot 100 в выпуске от 21 апреля 1973 года.
Ричард написал «Yesterday Once More» после того, как однажды услышал мелодию в своей голове, сидя за рулём. Временный текст припева, который он собирался изменить позже, был сохранён после того, как лирик и бывший коллега по группе Джон Беттис сказал Ричарду: «Это „Ша-ла-ла-ла-воу-воу-воу“ звучит неплохо!». 28 июля 1973 года сингл достиг второго места в Billboard Hot 100, а 4 августа первого места в Cash Box Top 100 и стал самым большим мировым хитом дуэта.
Песня «Yesterday Once More» была выпущена в качестве промо-сингла в Великобритании в 1973 году, а песня «Jambalaya (On the Bayou)» была выпущена в качестве промо-сингла в Великобритании в 1974 году.

## Список композиций
| №  | Название                   | Автор(ы)       | Длительность |
| -- | -------------------------- | -------------- | ------------ |
| 1. | «Sing»                     | Джо Рапосо     | 3:20         |
| 2. | «This Masquerade»          | Леон Расселл   | 4:50         |
| 3. | «Heather»                  | Джонни Пирсон  | 2:47         |
| 4. | «Jambalaya (On the Bayou)» | Хэнк Уильямс   | 3:40         |
| 5. | «I Can’t Make Music»       | Рэнди Эдельман | 3:17         |

| №                   | Название | Автор(ы)                                                      | Длительность |
| ------------------- | --- | ------------------------------------------------------------- | ------------ |
| 1.                  | «Yesterday Once More» | Джон Беттис, Ричард Карпентер                                 | 3:50         |
| 2.                  | «Medley» - (a) «Fun, Fun, Fun» - (b) «The End of the World» - (c) «Da Doo Ron Ron (When He Walked Me Home)» - (d) «Dead Man’s Curve» - (e) «Johnny Angel» - (f) «The Night Has a Thousand Eyes» - (h) «Our Day Will Come» - (i) «One Fine Day»» | * (a) Брайан Уилсон, Майк Лав - (i) Кэрол Кинг, Джерри Гоффин | 14:15        |
| 3.                  | «Yesterday Once More» (reprise) | Беттис, Карпентер                                             | 0:58         |
| Общая длительность: | Общая длительность: | Общая длительность:                                           | 36:57        |

| №   | Название                                  | Длительность |
| --- | ----------------------------------------- | ------------ |
| 1.  | «Sing»                                    | 3:18         |
| 2.  | «This Masquerade»                         | 4:50         |
| 3.  | «Heather»                                 | 2:49         |
| 4.  | «Jambalaya (On the Bayou)»                | 3:41         |
| 5.  | «I Can’t Make Music»                      | 3:18         |
| 6.  | «Yesterday Once More»                     | 3:56         |
| 7.  | «Fun, Fun, Fun»                           | 1:32         |
| 8.  | «The End of the World»                    | 2:25         |
| 9.  | «Da Doo Ron Ron (When He Walked Me Home)» | 1:43         |
| 10. | «Dead Man’s Curve»                        | 1:40         |
| 11. | «Johnny Angel»                            | 1:30         |
| 12. | «The Night Has a Thousand Eyes»           | 1:45         |
| 13. | «Our Day Will Come»                       | 2:00         |
| 14. | «One Fine Day»                            | 1:40         |
| 15. | «Yesterday Once More» (reprise)           | 0:59         |

## Участники записи
Приведены по сведениям базы данных Discogs.
The Carpenters:
- Карен Карпентер — ведущий вокал, бэк-вокал, ударные (во всех песнях кроме «Jambalaya»)
- Ричард Карпентер — клавишные, ведущий вокал, бэк-вокал

| Приглашённые музыканты: - Хэл Блейн — ударные (в песне «Jambalaya») - Джо Осборн — бас-гитара - Боб Мессенджер — тенор-саксофон, флейта - Дуг Строун — баритон-саксофон - Том Скотт — блокфлейта - Тони Пелузо — соло- и ритм-гитары, устная речь (вступительное слово диск-жокея) (в песне «Yesterday Once More») - Гэри Симс — ритм-гитара - Бадди Эммонс — педальная слайд-гитара - Джей Ди Мэнесс — стил-гитара - Эрл Дамлер — гобой, бас-гобой, английский рожок - детский хор Джимми Джойса — бэк-вокал (в песне «Sing») | Технический персонал: - Карен Карпентер — музыкальный продюсер - Ричард Карпентер — музыкальный продюсер - Рэй Герхардт — звукорежиссёр - Роджер Янг — помощник звукорежиссёра - Берни Грундман — мастеринг-инженер - Роланд Янг — арт-директор - Джим МакКрари — фотографии (обложка) - Дизайн Мару — иллюстрация (лицевая сторона обложка) - Лен Фрис — иллюстрация (внутренняя сторона обложки) - Берни Грундман, Ричард Карпентер — ремастеринг в Bernie Grundman Mastering |

## Позиции в хит-парадах
| Год       | Хит-парад                           | Высшая позиция | Пребывание в чарте |
| --------- | ----------------------------------- | -------------- | ------------------ |
| 1973—1975 | Австралия (Kent Music Report)       | 3              | нет данных         |
| 1973—1975 | Великобритания (UK Albums Chart)    | 2              | 65 недель          |
| 1973—1975 | Канада (RPM Albums Chart)           | 2              | 27 недель          |
| 1973—1975 | Нидерланды (Hilversum 3 LP Top 10)  | 2              | 20 недель          |
| 1973—1975 | Норвегия (VG-lista)                 | 12             | 7 недель           |
| 1973—1975 | США (Billboard Top LPs & Tape)      | 2              | 41 неделя          |
| 1973—1975 | Финляндия (Suomen virallinen lista) | 9              | 32 недели          |
| 1973—1975 | Япония (Oricon LP Chart)            | 1              | 101 неделя         |

| Год  | Хит-парад                          | Позиция |
| ---- | ---------------------------------- | ------- |
| 1973 | Австралия (Kent Music Report)      | 12      |
| 1973 | Великобритания (OCC)               | 12      |
| 1973 | Нидерланды (Buma/Stemra)           | 19      |
| 1973 | США (Billboard Top Popular Albums) | 51      |
| 1973 | Япония (Oricon LP Chart)           | 5       |
|      |                                    |         |
| 1974 | Великобритания (OCC)               | 25      |
| 1974 | Нидерланды (Buma/Stemra)           | 26      |
| 1974 | Япония (Oricon LP Chart)           | 4       |

## Сертификации и продажи
| Регион | Сертификация  | Продажи    |
| --- | ------------- | ---------- |
| Великобритания (BPI) | Золотой       | 100 000^   |
| Нидерланды (NVPI) | Платиновый    | 100 000^   |
| США (RIAA) | 2× Платиновый | 2 000 000^ |
| Япония (Oricon) | —             | 514 000    |
| * Данные о продажах приведены только на основе сертификации. ^ Данные о тиражах приведены только на основе сертификации. |               |            |